# 가브리엘라 무스카와
가브리엘라 무스카와(폴란드어: Gabriela Muskała, 1969년 6월 11일~)는 폴란드의 배우이다.